# یواس‌اس گری (اف‌اف‌جی-۵۱)
یواس‌اس گری (اف‌اف‌جی-۵۱) (به انگلیسی: USS Gary (FFG-51)) یک کشتی است که طول آن ۴۵۳ فوت (۱۳۸ متر), در کل می‌باشد. این کشتی در سال ۱۹۸۳ ساخته شد.